# تيري تايلر
تيري تايلر (بالإنجليزية: Terry Tyler)‏ مواليد 30 أكتوبر 1956 في ديترويت، هو لاعب كرة سلة أمريكي سابق. بدأ مسيرته الاحترافية في سنة 1978. تم اختياره من قبل فريق ديترويت بيستونز خلال الدرافت. يبلغ طوله 6 قدم 7 بوصة (2.0 م). اعتزل اللعب في 1992. أحرز خلال مسيرته في الإن بي إيه 8868 نقطة بمعدل 10.2 نقاط في المباراة الواحدة.

## المسيرة الاحترافية
لعب مع ديترويت بيستونز من سنة 1978 إلى 1985، ثم لعب مع سكرامنتو كينغز من سنة 1985 إلى 1988، ثم لعب مع دالاس مافيريكس في موسم 1988–1989.

## روابط خارجية
- تيري تايلر على موقع إن بي أي (الإنجليزية)
- تيري تايلر على موقع سبورتس رفرنس (الإنجليزية)
- تيري تايلر على موقع كلية كرة السلة في سبورتس رفرنس.كوم (الإنجليزية)
- تيري تايلر على موقع ريلجم (الإنجليزية)
- تيري تايلر على موقع بروبوليرز (الإنجليزية)